# Volzia albicans
Volzia albicans är en svampdjursart som först beskrevs av Wilhelm Volz 1939.  Volzia albicans ingår i släktet Volzia och familjen borrsvampar.
Artens utbredningsområde är havet utanför Kroatien. Inga underarter finns listade i Catalogue of Life.